# François Bertholet
François Bertholet, auch François Bertholet-Bridel (* 27. Februar 1814 in Aigle; † 2. Juli 1862 in Vex), war ein Schweizer evangelischer Geistlicher.

## Leben

### Familie
François Bertholet war der Sohn von Pìerre-François Bertholet und dessen Ehefrau Marguerite (geb. Rossier).
Er war verheiratet mit Marie-Françoise-Philippine (genannt Mary), Tochter des Pfarrers Philippe-Louis Bridel, Pfarrers, und Schwester des Verlegers Georges-Victor Bridel.

### Werdegang
François Bertholet besuchte das Gymnasium in Vevey und immatrikulierte sich an der Académie de Lausanne (heute: Universität Lausanne) zu einem Theologiestudium; in Lausanne lernte er auch seinen späteren Schwager Georges-Victor Bridel kennen.
Nach seiner Konsekration 1837 wurde er erst Pfarrvikar in Gryon und 1843 Pfarrer an der reformierten Kirche Oratoire in Aigle.
1845 trat er aus der reformierten Landeskirche aus und wurde von der Société évangélique de France als Pfarrer nach Sens in Frankreich und 1849 nach Lyon berufen, bis er 1854 Pfarrer der reformierten Freikirche Chapelle de l'Oratoire in Genf wurde.

### Geistliches Wirken
Seine wortgewaltigen und volkstümlichen Predigten richtete er seiner Aussage nach mehr an das Gemüt und das Gewissen als an die Vernunft. Er veröffentlichte auch einige seiner Predigten und Meditationen. 

## Schriften (Auswahl)
- Exhortation pastorale adr. par le pasteur d'une paroisse de montagne. Lausanne, 1843.
- Deux exhortations pastorales adressées à mes anciens paroissiens. Lausanne: M. Ducloux, 1844.
- Ephèse et Laodicée, ou, L'abandon du premier amour et la tiédeur: deux méditations. Genève: Emile Beroud, 1856.
- Le culte chrétien ou le culte de la louange et le culte de la vie: deux méditations. Lausanne: G. Bridel; Genève: E. Béroud, 1856.
- L'amour de Dieu pour le monde. Lausanne: G. Bridel, 1857.
- L'Eglise ou la maison de Dieu. Lausanne 1857,
- Baruch, ou le désir des grandeurs et la demande d'un passage pour le peuple de Dieu. Lausanne, 1857.
- La promesse du Saint Esprit. Lausanne, 1858.
- François Bertholet-Bridel; Karl Wyss: Die Verheissung des Heiligen Geistes. Bern 1858.
- Méditations sur quelques sujets de l'Ancien Testament, étudiés à la lumière de l'Evangile. Lausanne: Impr. G. Bridel 1864 (2. Auflage).